# Bandslam
Bandslam (conocida como High School Rock en Hispanoamérica y como School Rock Band en España) es una película de comedia, musical y romance de Walden Media y Summit Entertainment. La película gira en torno a Will y Charlotte y su amor por la música por el cual forman la banda "No puedo seguir, seguiré" (I Can't Go On, I'll Go On) y también sobre la relación entre Will y Sa5m. La banda sonora de la película contiene canciones cantadas por Vanessa Hudgens entre otras. La película se rodó en Austin, Texas, con escenas adicionales filmadas en Nueva York. La película generó comentarios positivos, pero no logró éxitos en el top 10 cuando fue lanzada el 14 de agosto de 2009 en los EE. UU., donde sólo recaudó 2.250.000 dólares en el fin de semana. Está catalogada como una de las mejores películas adolescentes de 2009.

## Sinopsis
Will Burton (Gaelan Connell) es un joven entusiasmado por la música y un fan de David Bowie. Cuando la madre de Will, Karen (Lisa Kudrow), encuentra un nuevo trabajo, Will llega a una nueva escuela. Durante uno de sus primeros almuerzos en su nueva escuela, conoce a una chica llamada Sa5m (el 5 no se pronuncia) (Vanessa Hudgens). Ella le habla acerca de Bandslam, un concurso anual de música en la que el grupo ganador obtiene un contrato discográfico. Will y Sa5m rápidamente se convierten en amigos, pero poco después, él es buscado por otra chica llamada Charlotte Barnes (Alyson Michalka), cuando ella le pide que le ayude a cuidar a unos niños en la guardería. Ella le enseña su lugar favorito, un mirador, y, hablando con Will, descubre que éste sabe mucho de música. Impresionada por su conocimiento de la música, Charlotte, que es una talentosa cantante y compositora, le pide que sea el mánager de su banda. Su meta es ganar la batalla de bandas para vengarse de su exnovio, Ben Wheatley (Scott Porter), que también compite en el concurso.
Will acepta ayudar a la banda de Charlotte (más tarde llamada "I Can't Go On, I'll Go On"), que incluye Bug (Charlie Saxton) y Omar (Tim Jo). Con el tiempo se van uniendo más miembros: Basher Martin (Ryan Donowho), el baterista; Irene (Elvy Yost), toca el Chelo; Kim Lee (Lisa Chung), pianista; y más miembros que tocan la trompeta, el saxo y el Trombón. Contra todo pronóstico, el sonido del grupo empieza a mejorar y sus perspectivas de éxito son brillantes. Aún más sorprendente, Will comienza a perder su estado depresivo. Una vez que se ha comprometido en la banda de Charlotte, sin embargo, es incapaz de completar un proyecto que iba a hacer con Sa5m. Will, que está enamorado de ella queda para hacer su trabajo y, al final del día, la besa. Sa5m también está enamorada de él y le invita a ir al cine un día a ver una película, el acepta pero cuando llega el día consigue unas entradas para ver a un grupo y se olvida. Intenta disculparse con ella pero está muy enfadada, así que visita a su casa una noche, con la esperanza de perdón. Su madre le muestra un vídeo de una joven Sa5m interpretando "Everything I Own", pero cuando Sa5m entra, está indignada y le echa. Como disculpa, Will hace un breve documental sobre ella (con una figura de cartón) para su trabajo y finalmente Sa5m le perdona.
Después de Will accidentalmente arruinas el intento de Ben de reconciliarse con Charlotte y Ben decide hacer una pequeña investigación sobre él, con el fin de arruinar su imagen. Se descubre el padre de Will fue enviado a la cárcel años atrás, cuando mató accidentalmente a una niña, mientras conducía ebrio. Ben entonces comienza a llamar a Will "Dewey" (al igual que otros estudiantes hicieron en su antigua escuela), que significa "DWI"(conducir intoxicado). Will detesta ese apodo, porque le recuerda a su padre, de quien se avergüenza y se deprime, pero Charlotte le visita y le hace recuperar la alegría.
Poco después, el padre de Charlotte (que estaba muy enfermo) muere y ella decide dejar la banda. Como explica a Will, su padre odiaba cómo actuaba cuando estaba con su exnovio, así que después que se enfermó, ella decidió cambiar su imagen y ser más amable con "gente como Will", esperando que este buen comportamiento ayudase a su padre a curarse. Los miembros del grupo se ven perjudicados por este descubrimiento, ya que significa que no era su amiga realmente, pero deciden seguir con el grupo con Sa5m como cantante.
En la noche del Bandslam, Charlotte los visita para pedir disculpas a la banda, y después de un momento de vacilación, Will acepta su disculpa. Justo antes de salir al escenario, sin embargo, descubren que la banda de Ben (Glory Dogs) han decidido interpretar la canción de "Someone to fall back on" , que iba a ser interpretada también por "I can't go on, i'll go on", lo que obliga a los chicos a cambiar su canción en el último minuto. Deciden interpretar "Everything I Own", ya que es la única canción Sa5m sabe. Para ganar tiempo mientras la banda se prepara, Will sale al escenario, pero los estudiantes comienzan a gritar "Dewey! Dewey! Dewey!". Él empieza a caminar fuera del escenario, pero luego regresa y decide a cantar con ellos en su lugar. Después de un rato, le grita en el micrófono, "¿Queremos rock?" La banda se presenta y cantan "Everything I Own".
Aunque no consiguen ganar el concurso (ni Glory Dogs tampoco), un espectador cuelga un video de su actuación en Youtube y se hace muy popular. David Bowie (representándose a sí mismo) ve el vídeo y envía un correo electrónico a Will explicando que ha creado un sello discográfico independiente y está interesado en tener a la banda como uno de sus primeros artistas. Will se emociona tanto que se desmaya en medio del pasillo del instituto.
La última escena tiene lugar durante la ceremonia de graduación de Charlotte, donde se desvela que Charlotte ha vuelto con Ben y que Sa5m y Will están saliendo juntos.

## Reparto
- Aly Michalka como Charlotte Barnes
- Vanessa Hudgens como Sa5m
- Gaelan Connell como Will Burton
- Scott Porter como Ben Wheatley
- Lisa Kudrow como Karen Burton
- Ryan Donowho como Basher Marti
- Charlie Saxton como Bug
- Tim Jo como Omar
- Lisa Chung como Kim Lee
- Elvy Yost como Irene Lerman

Además, David Bowie tiene un cameo como él mismo.

## Producción
Bandslam ya estaba comprado por un estudio en 2004, pero a finales de enero de 2008, Walden Media y Summit Entertainment han anunciado que van a cofinanciar Bandslam, un co-relato escrito por Todd Graff y Josh Cagan y será dirigida por Graff. Todd Graff fue contratado para dirigir a principios de marzo de 2007 y reescribió el guion. 
Antes de filmar, que tenían dos semanas de ensayos de música. Los actores y actrices fueron designados para desempeñar sus instrumentos. Donowho tenido experiencias con tambores y Michalka con la guitarra, así que se utilizaron para sus instrumentos, pero Lisa Chung, Scott Porter y Vanessa Hudgens no lo eran. "Yo no creo que sería mucho esta música cuando llegué aquí", Hudgens le dijo a MTV News en el conjunto de Bandslam en Austin, Texas, el año pasado. "Y son como, 'Vamos a tener dos semanas de ensayos de música, y yo estaba como,' ¿Qué?" Pero fue realmente bueno. Definitivamente no es el tipo de música que hago normalmente. " La fotografía principal comenzó el 9 de febrero de 2008 en Austin, Texas. Aunque la película está ambientada en Nueva Jersey, Graff creía firmemente que era importante rodar en un lugar con una amplia variedad de música en vivo para elegir. "Soy un gran creyente en las escenas locales", dice. "Creo que es el alma de la música. Austin es conocida como una ciudad de la música, y con razón. Ellos tienen un montón de bandas realmente grandes tratando de conseguir su música por ahí. Por lo tanto, es muy bueno, tuvimos la oportunidad de utilizar varias bandas locales sin signo de Texas. "
En una entrevista con Los Angeles Times, el director Todd Graff admitió que hay incongruencias culturales que subyacen a la película, "Yo sé, es demencial. De vez en cuando en el set me digo a mí mismo:" Yo no puedo creer que hayamos salido con la esto '. Siempre he pensado que si sólo se envía un niño a escuchar un disco de Velvet Underground, que valdría la pena para mí. "[12] Todas las voces para esta película fueron filmadas en directo de cada uno de los miembros del elenco cantando, Como se ha mencionado por el director Todd Graff. Uno de los requisitos para la película fue que todos los actores tenían que ser capaces de brindar su propia voz. Debido a Alyson Michalka estaba de gira con su hermana Amanda Michalka y Miley Cyrus, ella no llegó a Austin hasta mediados de los ensayos. Convenientemente, la última parada de la gira fue en Austin, Texas, donde los ensayos y la filmación de la película tuvo lugar. Todos los instrumentos y cantando en la película fueron grabados por los actores, con la excepción de las partes de guitarra de Vanessa Hudgens y Scott Porter, así como piezas de piano, Lisa Chung. Aunque Hudgens y Porter aprendió a tocar sus canciones, que fueron doblados por los guitarristas "Jason Mozersky" y "JW Wright".

## Banda sonora
- Sunny Side Up (Performed by Scott Porter y los Glory Dogs)[23]
- I Want You to Want Me (Performed by I Can't Go On, I'll Go On)
- Impromptu Op. 90 #2 in E-flat Major (Performed by Lisa Chung)
- Blister In The Sun (Performed by Lisa Chung)
- Leave It To The Wind (Performed by Scott Porter y los Glory Dogs)
- Jammin’ On F (Performed by I Can't Go On, I'll Go On)
- Amphetimine (Performed by I Can't Go On, I'll Go On)
- Everything I Own (Performed by Vanessa Hudgens)
- Pretend (Performed by Scott Porter and the Glory Dogs)
- Someone To Fall Back On (Performed by I Can't Go On, I'll Go On)
- Someone To Fall Back On (Performed by Scott Porter y los Glory Dogs)
- Shape (Performed by ZEALE and PHRANCHYZE)
- Stuck In The Middle (Performed by The Burning Hotels)
- My New Romance (Performed by The Burning Hotels)
- Young Folks (perfomed by Peter, Bjorn & John)

## Recepción y crítica
Bandslam fue bien recibida por los críticos, antes y después de su lanzamiento. La Broadcast Film Critics Association dio a la película un 85 de calificación y puntuación de una calificación 4 / 5 estrellas. A partir del 15 de agosto de 2009, basado en 20 comentarios recogidos, Metacritic le dio a la película una puntuación de "Metacritic" de 66. Rotten Tomatoes informa de un 80% aceptable "fresco" de calificación basado en 84 comentarios recogidos; 67 "fresco" y 17 "podrida" con el consenso informado "Bandslam es una película adolescente inteligente que evita los clichés de cine adolescente, en un paquete de entretenimiento de la música y procedentes de drama de edad. " Entre Crema Rotten Tomatoes" de los críticos de los cultivos, la película tuvo un índice de aprobación general del 89%. Con la respuesta de la crítica positiva de la revista Rotten Tomatoes recogidos, se clasificó como nº9 en los 10 Tomatoemeters del verano. En comparación, Yahoo! Películas actualmente reporta una calificación de "B-" de un promedio de 7 comentarios crítico. 
Entretenimiento crítico de cine semanal, Lisa Schwarzbaum dio a la película una "B", y elogió a Hudgens y actuaciones Michalka también. Variety dice que "Bandslam" hará oír su voz quebrada en medio de chico del verano basada camarilla de éxito, mientras que Joe Williams comentó: "Aunque es el debilucho adolescente musical que prevalece, es el desajuste viene de la edad historia que deja una huella". Roger Ebert escribió en su reseña, que aunque esta película no es un gran avance, Es encantador, y no más inocuo de lo que tiene que ser. Fort Worth Weekly reveló en la revisión, "La comedia de las subvenciones en un drama inusualmente intensas en la segunda mitad, y la dirección aseguró sólo Graff le impide caer en el llanto. " Radio Times, Imperio, y Digital Spy todos dieron Bandslam de tres de cada cinco rating, mientras semanario independiente y el Deseret News tanto dio a la película dos de los cuatro. Roger Moore de The Miami Herald reveló que la película fue un clon de High School Musical / Camp Rock, pero aún lo elogió y dijo que "Bandslam pueden tener encantos suficientes para hacerle cosquillas a tu corazón Tweenage." 
Time Out revisor Derek Adams dijo que Bandslam está lejos de ser excepcional, pero es salvado por el desarrollo del carácter decente, un conjunto de actuaciones y la participación de varios momentos inexpresivo divertido. El canadiense Globe and celebración revisor de correo de la siguiente manera: "Bandslam ofrece algunas observaciones de Niza y momentos de comedia, y el director y co-guionista Todd Graff hábilmente entregar la llegada de los bienes de edad para los tres personajes principales. "The Daily Telegraph 's revisor Leight Paastch dice que la película da un giro al género antiguo derecho gracias a algunas actuaciones animado y el ritmo en punto. Bandslam fue The Washington Post 's Choice crítico, con un puntaje perfecto de 4 / 4 estrellas. Bandslam de alguna manera relacionados con High School Musical en un par de comentarios. Sin embargo, los exámenes llegó a la conclusión de las comparaciones de manera positiva, diciendo que Bandslam era "realmente una quirkier mucho que los carteles tratan de hacernos creer." s de Nueva Jersey "periódico local The Star Ledger dice que la trama es bien desigual : "Básicamente, es la imagen estándar de adolescente - joven dividido entre chico malo y buen tipo - con un interruptor de género." Michael Phillips, de The Los Angeles Times elogió la película diciendo: "Bandslam es una película muy buena dado que las probabilidades de que haber sido una película muy mal fueron pronunciadas. "
Andy Webster crítico de The New York Times dijo que Bandslam no puede romper por completo New Teen-tierra de cine, pero sí ofrecen interesantes visiones de artistas dispuestos a tornillo de la cuadra de Disney. Hudgens recibido una cantidad de elogios de los encuestados, con énfasis en su transición de ser asociado con su carácter comercial anterior, Gabriella veces Montez múltiples. Los encuestados citó también su impresionante actuación en la película. A pesar de que Michalka Connell y cada uno recibió su buena cantidad de entusiastas de prensa, David Waddington del Norte de Gales Pioneer afirma que Hudgens "eclipsa al resto del elenco, no aptos con la descripción de los marginados y hacer que el clímax inevitable poner fin a todos los más esperados. "Hudgens fue elogiado con su actuación en la película que la crítica de The Guardian, Felipe de Francia dijo que se parece a la de Newton jóvenes Thandie y" bromas como Dorothy Parker. " Francés y luego agrega que "Bandslam es una ingeniosa, tocar, inteligentemente trazada película con excelente música." 
Eye Weekly revisor Sloan dice, "Bandslam es como una versión teenybopper de Adventureland, y si sus limitaciones PG impedir que sea tan profundo o divertido como el cine, sigue siendo una útil, algo sorprendentemente inteligente de tweenertainment." los encuestados afirmó que la música de la película, principalmente levantó para el éxito de Bandslam de opiniones, en especial la versión ska de Everything I Own, que la película está llena de placeres inesperados conjunto a la banda sonora sorprendentemente retro. Del mismo modo , Michael Rechtshaffen de The Hollywood Reporter, hizo hincapié en el efecto de la música de la película basada comedia ambientada en el trasfondo de una batalla de secundaria de la competición bandas que se las arregla para llegar con ritmo fresco para evitar el conocido hijo alienado, impulsado por un talento reparto y banda sonora de auténtico.

## Premios y reconocimientos
- 10 º - Armond White, indieWIRE, Mejor Película.
- 5 º - Armond White, "indieWIRE", Mejor Performance (Aly Michalka).
- 2 a 11 Anual de Premios Tomate de Oro ", Rotten Tomatoes", Mejor Musical.